# Hockey Club Quévertois
L'Hockey Club Quévertois, meglio noto come HC Quévert o Quévert, è un club di hockey su pista avente sede a Quévert. I suoi colori sociali sono il bianco e il blu.
Nella sua storia ha vinto in ambito nazionale undici campionati nazionali e quattro Coppe di Francia.
La squadra disputa le proprie gare interne presso la Salle Némée a Dinan.

## Palmarès

### Competizioni nazionali
16 trofei
- Campionato francese: 11

1996-1997, 1997-1998, 1998-1999, 1999-2000, 2001-2002, 2007-2008, 2011-2012, 2013-2014, 2015-2015, 2017-2018, 2017-2018
- Coppa di Francia: 5

2007-2008, 2012-2013, 2014-2015, 2021-2022, 2023-2024

### Altri piazzamenti
- Campionato francese

2º posto: 1995-1996, 2000-2001, 2003-2004, 2008-2009, 2009-2010, 2012-2013, 2016-2017, 2021-2022, 2022-2023
3º posto: 2004-2005, 2010-2011, 2015-2016, 2019-2020
- Coppa di Francia

Finale: 2001-2002, 2003-2004, 2008-2009, 2011-2012
Semifinale: 2001-2002, 2006-2007, 2015-2016, 2016-2017

## Statistiche

### Partecipazioni ai campionati
| Livello | Categoria   | Partecipazioni | Debutto   | Ultima stagione | Totale |
| ------- | ----------- | -------------- | --------- | --------------- | ------ |
| 1º      | Nationale 1 | 31             | 1992-1993 | 2022-2023       | 31     |
| 2º      | Nationale 2 | 6              | 1987      | 1991-1992       | 6      |

### Partecipazioni alla coppe nazionali
| Competizione     | Partecipazioni | Debutto   | Ultima stagione |
| ---------------- | -------------- | --------- | --------------- |
| Coppa di Francia | 21             | 2001-2002 | 2022-2023       |

### Partecipazioni alla coppe internazionali
| Competizione                                 | Partecipazioni | Debutto   | Ultima stagione |
| -------------------------------------------- | -------------- | --------- | --------------- |
| Coppa dei Campioni/Champions League/Eurolega | 20             | 1996-1997 | 2022-2023       |
| Coppa CERS/WSE                               | 6              | 2003-2004 | 2022-2023       |

### Annotazioni
1. 1 2 3  Posizione in classifica e/o turno al momento dell'interruzione delle varie competizioni nella stagione 2019-2020 e 2020-2021 a causa del diffondersi della pandemia di COVID-19 in Europa